# Папи, Самуэле
Самуэле Папи (итал. Samuele Papi; род. 20 мая 1973, Анкона) ― итальянский волейболист, игрок мужской сборной Италии по волейболу с 1993 по 2012 год, серебряный и бронзовый призёр Олимпийских игр, многократный призёр Чемпионата Европы по волейболу среди мужчин и Чемпионата Мира по волейболу, серебряный призёр Кубка мира по волейболу среди мужчин 2003 года, трёхкратный победитель Лиги чемпионов ЕКВ, дважды победитель Кубка Европейской конфедерации волейбола, четырёхкратный чемпион Кубка вызова ЕКВ победителя, шестикратный чемпион Италии.
Папи одержал победу в пяти итальянских чемпионатах, был удостоен трёх европейских кубков, и в составе итальянской сборной выиграл два Чемпионата мира (в 1994 и 1998 годах), а также три Чемпионата Европы. Принимал участие в четырёх летних Олимпийских играх, завоевав две серебряные медали и две бронзовые медали.

## Личные награды
- 2003, Чемпионат Европы: «Лучший принимающий»[4]
- 2004, Мировая лига ФИВБ: «Лучший нападающий»[7]

### Государственные награды
- 2000  Кавалер ордена «За заслуги перед Итальянской Республикой»
- 2004  Офицер ордена «За заслуги перед Итальянской Республикой»